# Miguel Ângelo Freitas Ribeiro
Miguel Ângelo Freitas Ribeiro (* 26. November 1958 in Itaguara, Minas Gerais, Brasilien) ist ein brasilianischer Geistlicher und römisch-katholischer Bischof von Oliveira.

Wappen von Miguel Ângelo Freitas Ribeiro.

## Leben
Miguel Ângelo Freitas Ribeiro empfing am 11. Januar 1986 das Sakrament der Priesterweihe für das Bistum Oliveira.
Am 17. Januar 2001 ernannte ihn Papst Johannes Paul II. zum Bischof von Tocantinópolis. Der Bischof von Oliveira, Francisco Barroso Filho, spendete ihm am 31. März desselben Jahres die Bischofsweihe; Mitkonsekratoren waren der Erzbischof von Palmas, Alberto Taveira Corrêa, und der Bischof von Bacabal, José Belisário da Silva OFM.
Am 31. Oktober 2007 bestellte ihn Papst Benedikt XVI. zum Bischof von Oliveira.